# NGC 119
NGC 119 é uma galáxia espiral (S0/P) localizada na direcção da constelação de Phoenix. Possui uma declinação de -56° 58' 40" e uma ascensão recta de 0 horas, 26 minutos e 57,6 segundos.
A galáxia NGC 119 foi descoberta em 28 de Outubro de 1834 por John Herschel.